# Arturo Cassina
Arturo Cassina, né à Cernobbio en 1912, mort à Palerme en 2000, est un entrepreneur italien.
Au centre d'un système de corruption et favoritisme lié à la mafia, il est gestionnaire de l'entretien des routes et des égouts de Palerme durant 47 ans.

## Biographie

### Le«roi des contrats»à Palerme
Ingénieur originaire de la province de Côme ayant un titre de comte, il s'installe en Sicile durant l'entre-deux-guerres où il fonde des entreprises de construction et épouse une membre de la noblesse locale.
En 1938, il obtient son premier marché public pour la mairie de Palerme avec laquelle il reste en contrat durant 47 ans pour la gestion, totale ou partielle, de l'entretien des routes et des égouts, recrutant parmi les clans mafieux pour les travaux.
Dès lors, il se construit un puissant et fructueux empire local qui lui vaut les surnoms de « roi des contrats » ou « maître des égouts ». Il exploite de la même manière une carrière de pierres à Boccadifalco et acquiert de larges terres autour de Palerme, notamment près du Mont Caputo, auprès de petits propriétaires préalablement menacés par la mafia. Il dirige la réalisation de l'autoroute Palerme-Mazara del Vallo, participe au doublement du périphérique palermitain, à la construction de la nouvelle prison et au système de méthanisation.
Il entretient des relations avec la mafia de Castelvetrano qui lui permettent d'obtenir des chantiers après le séisme de janvier 1968 dans le Val di Belice. Il s'associe à l'ingénieur Ignazio Lo Presti, proche de Salvatore Inzerillo et intime des cousins Salvo pour la construction de logements sociaux, mais face à la perte de pouvoir des protecteurs de Lo Presti, Cassina abandonne le partenariat au profit d'une autre société, Sicis SpA, proche du chef mafieux de Bagheria Leonardo Greco.
Critiqué pour son emprise sur les contrats publics de la ville de Palerme, il tente, pour faire taire ses détracteurs, de racheter le quotidien de gauche L'Ora, mais, n'y parvenant pas, il fonde un journal concurrent dirigé par Mario Taccari, employé du bureau de presse municipal. Affichant une ligne anticommuniste, Telestar parait du 6 avril 1963 au 19 juillet 1968. La première commission parlementaire anti-mafia consacre un chapitre du rapport minoritaire de 1976, à « Cassina et le système de pouvoir mafieux à Palerme ».
La municipalité dirigée par Giacomo Marchello lui retire officiellement le marché public de 500 milliards de lires le 15 septembre 1974, mais l'attribue, sous l'influence de Salvo Lima et Vito Ciancimino, à la société Lesca, nouvellement créée par Cassina, et dirigée par son gendre, Pasquale Mistico, et son fils, Luciano Cassina. Le titulaire parait ainsi changer alors que Lesca conserve les structures, les équipements, les salariés de Cassina mais aussi les sous-traitants mafieux.
La famille Cassina possède ainsi une soixantaine de sociétés opérant non seulement à Palerme, mais dans le reste de l'Italie, en Europe, en Libye et au Moyen-Orient. Elle contrôle également deux banques, une holding et une compagnie d'assurance à Locarno, participe à la création de la compagnie aérienne suisse CrossAir. Il emploie 1 500 employés et facturait 250 milliards d'anciennes lires.
Ses contrats, renouvelés automatiquement pour l'entretien de la voirie et des égouts de Palerme rapportait 23 milliards par an. Au début des années 1980, quatre maires tentent de rompre cette rente, et Giuseppe Insalaco le premier, mais sont systématiquement renversés par leurs camarades de coalition. En 1985, les contrats de Lesca Farsura sont contestés en justice par le maire Leoluca Orlando, proche d'Insalaco qui avait suspendu les paiements un an plus tôt avant d'être intimidé, puis accusé à son tour et enfin assassiné.

### Lieutenant de l'Ordre des chevaliers du Saint-Sépulcre
Menant un train de vie fastueux dans sa villa avec piscines et zoo privé à Villagrazia di Palermo, il est de 1981 à sa démission sous la pression publique en février 1988, le lieutenant de l'Ordre des chevaliers du Saint-Sépulcre en Sicile, organisation para-religieuse qui réunit le tout-Palerme politique, militaire, judiciaire, policier, religieux, administratif et patronal de l'ile, dont il adoubait annuellement les nouveaux membres dans la cathédrale de Monreale. Il est ainsi proche de l'évêque de Monreale Salvatore Cassisa, qui a été suspecté de proximité mafieuse.
Devant la commission anti-mafia en 1984, puis au juge Falcone, le maire Insalaco dénonce cette institution para-religieuse comme un lieu où le monde des affaires peut créer des liens avec le milieu politique qui leur fournit des contrats et les magistrats qui jugent de leur légalité. Ainsi, en 1980, sont faits chevaliers notamment le futur haut-commissaire anti-mafia Emanuele De Francesco (it), le commandant général des Carabiniers Umberto Cappuzzo (it), le général de l'armée Salvatore Sunzeri, les questeurs de Palerme sortant et arrivant Giovanni Epifanio et Nino Mendolia, et le fils du comte, Duilio Cassina. Lors de la cérémonie en 1984 pour l'investiture de 39 nouveaux membres de l'Ordre, on y voie Umberto Cappuzzo, Emanuele De Francesco, Giovanni Epifanio, l'ancien ministre Attilio Ruffini, mais aussi le procureur général, Vincenzo Pajno, le grand maître de la loge P2 Licio Gelli, le financier Giuseppe Azzaretto, cofondateur de la Banque Rasini de Milan, des dirigeants de Banco di Sicilia, Pino Mandalari, comptable de Salvatore Riina et Bernardo Provenzano, et Bruno Contrada, directeur de Criminalpol, et futur numéro 3 des services secrets italiens,.

### Le temps des affaires judiciaires
Ses fils sont associés à ses affaires et font la une des faits divers. Duilio survit à l'accident d'avion de Montagna Longa près de Palerme en mai 1972. Luciano, élève au lycée jésuite Gonzaga où il fréquente le prince de Villagrazia et le futur chef mafieux Stefano Bontate, est enlevé en août 1972 par le clan des Corleonesi pour provoquer les familles Bontate et Badalamenti alors emprisonnés, et retenu jusqu'au versement, en février 1973, d'une rançon de 1 milliard et 350 millions de lires négociée par le neveu du parrain de Partinico, Frank Coppola. Giulio, malade, meurt dans la piscine de la propriété familiale. Le comte, lui, reste discret et n'apparait jamais dans la presse.
Arturo Cassini est poursuivi en 1988, avec quatre anciens maires démocrates-chrétiens, dont Vito Ciancimino, pour « enrichissement illicite » et « usage de faux ». Sa société est rayée du registre national des entreprises de travaux publics puis déclarée en faillite. Neuf autres mises en faillite sont engagées contre des sociétés lui appartenant.
Le groupe Cassina est condamné à rembourser 127 milliards d'euros par la justice, mais ses fils, Duilio et Luciano Cassina, sont à leur tour arrêtés à Rome par la Guardia di Finanza pour banqueroute frauduleuse, accusés d'avoir progressivement fait disparaitre le patrimoine de leurs sociétés Farsura et Ferratella et finalement relaxés.